# Солидарное (Луганская область)
Солидарное (укр. Солідарне) — село, относится к Белокуракинскому району Луганской области Украины.

## История
В 1976 году здесь был построен линейный элеватор.
По переписи 2001 года население составляло 706 человек.

## Экономика
- Солидарненский элеватор

## Местный совет
92213, Луганська обл., Білокуракинський р-н, с. Солідарне (укр.)